# قواق علیا (ماه‌نشان)
قواق علیا یک روستا در ایران است که در دهستان انگوران واقع شده‌است. قواق علیا ۱۰۶ نفر جمعیت دارد.